# 平茨贝格
平茨贝格是德国巴伐利亚州的一个市镇。总面积13.32平方公里，总人口1896人，其中男性937人，女性959人（2011年12月31日），人口密度142人/平方公里。